# Lee Soo-man
Lee Soo-man (kor. 이수만, ur. 18 czerwca 1952 w Jeonju) – południowokoreański przedsiębiorca i producent muzyczny, najbardziej znany jako założyciel SM Entertainment, międzynarodowej południowokoreańskiej firmy rozrywkowej z siedzibą w Seulu. Jest także określany jako „prezydent kultury” i jeden z pionierów tzw. Korean Wave. Zadebiutował jako piosenkarz w 1971 roku, gdy był studentem na Uniwersytecie Narodowym w Seulu. W 1989 roku założył SM Entertainment, które od tamtej pory stało się jednym z największych przedsiębiorstw rozrywkowych w kraju.

## Biografia

### 1952–1980: Wczesne lata i kariera piosenkarska
Lee Soo-man urodził się 18 czerwca 1952 roku w Jeonju, w Korei Południowej, i studiował na Uniwersytecie Narodowym w Seulu w latach 1971-1979. Zadebiutował jako członek zespołu April and May (사월과 오월, alternatywnie 4월과 5월) w 1972 roku (dołączył do zespołu w 1971 roku), ale później odszedł z niego z powodu problemów zdrowotnych. Zyskał rozgłos dzięki wizerunkowi „dobrego chłopca”, wspieranemu faktem, że nie był zamieszany w skandal związany z marihuaną wśród koreańskich celebrytów w 1975 roku, oraz wysokimi osiągnięciami akademickimi na Uniwersytecie Narodowym w Seulu. Zasłynął dzięki hitowym piosenkom takim jak „행복 (Happiness)”, wydanym w 1978 roku i „한송이 꿈 (A Piece of Dream)” wydanym w 1976 roku. W 1977 roku był członkiem koreańskiego niezależnego zespołu Sand Pebbles. Oprócz kariery muzycznej i studiów na uczelni, pracował jako prezenter radiowy i telewizyjny. Lee Soo-man był również znany ze współpracy z piosenkarzami Lee Moon-sae i Yoo Yeol w trio o nazwie Masamtrio (馬三트리오), nazwanym tak ze względu na podobieństwo do długiej twarzy konia. W 1980 roku założył zespół 이수만과 365일 (Lee Soo-man and The 365 Days). Jednak polityka cenzury mediów w okresie rządów Chun Doo-hwana zniechęciła go do kariery w koreańskim przemyśle muzycznym.

### 1980–1985: Studia w Stanach Zjednoczonych
Na początku lat 80. Lee Soo-man zdecydował się opuścić świat rozrywki, aby rozpocząć karierę w inżynierii komputerowej. Wyjechał za granicę, aby uzyskać tytuł magistra na California State University, Northridge, gdzie obserwował rozwój „supergwiazd pokolenia MTV”, takich jak Michael Jackson. Zainspirowany rozkwitem MTV w Stanach Zjednoczonych, Lee postanowił położyć fundamenty dla nowoczesnej koreańskiej branży muzyki pop. W 1985 roku powrócił do Korei z wizją tego, czym mogłaby być koreańska branża muzyczna”.

### Od 1985: Założenie SM Entertainment
Po powrocie do Korei, Lee powrócił do branży rozrywkowej, pracując jako prezenter i DJ. W 1989 roku, po czterech latach oszczędzania pieniędzy i zdobywania doświadczenia w branży, założył firmę rozrywkową o nazwie SM Studio (odzwierciedlającą jego inicjały) w dzielnicy Apgujeong w Seulu i podpisał kontrakt z piosenkarzem Hyun Jin-youngiem. W latach 90. SM Studio opracowało wewnętrzny system, który zajmował się wszystkimi aspektami kariery ich artystów. Podejście Lee było ukierunkowane na młodzieżową widownię i miało holistyczne podejście do cech potrzebnych do osiągnięcia sukcesu jako artysta. W 1995 roku firma została przemianowana na SM Entertainment.
W lutym 2010 roku Lee zrezygnował ze stanowiska członka zarządu SM, ale nadal pełnił rolę w „zarządzaniu i rozwoju artystycznym” w firmie.
23 stycznia 2020 roku Lee Soo-man został wymieniony przez Billboard jako jedna z wpływowych postaci w przemyśle muzycznym na świecie.
5 lutego 2020 roku Jeff Benjamin w artykule dla magazynu Forbes ujawnił, że Lee Soo-man pracował nad minialbumem [#] południowokoreańskiej grupy Loona. Był to jego pierwszy projekt poza firmą SM Entertainment.

## Życie osobiste
Żona Lee Soo-man, Kim Eun-jin, zmarła na raka dnia 30 września 2014 roku.
Lee Soo-man jest wujkiem ze strony ojca Sunny, jednej z członkiń popularnej grupy Girls' Generation należącej do wytwórni SM Entertainment.

## Kontrowersje

### Sprawa o defraudację i wyrok skazujący
W 2002 roku Główny Prokurator Republiki Korei znalazł dowody na to, że Lee zarobił 10 miliardów wonów z nielegalnych zysków na rynku w sierpniu 1999 roku, nabywając akcje o wartości 1,1 miliarda wonów podczas wprowadzania akcji SM Entertainment na giełdę KOSDAQ przez zwiększenie kapitału wpłaconego. Główny Prokurator Republiki Korei prowadził również śledztwo w sprawie dowodów okolicznościowych dotyczących lobbingu producentów w stacjach telewizyjnych oraz przechowywania ogromnej ilości gotówki w jego prywatnym biurze i sejfach.
Lee Soo-man próbował uniknąć ścigania, pozostając za granicą od czerwca 2002 roku i został odnaleziony na polu golfowym w Los Angeles 2 sierpnia tego samego roku. Podczas ucieczki, paszport Lee został unieważniony, a Lee był ścigany przez Interpol. Ostatecznie powrócił do Korei, aby być przesłuchiwanym 22 maja 2003 roku. Nakaz aresztowania został wydany 7 października, a Lee został aresztowany 8 października. 4 października został zwolniony za kaucją w wysokości 30 milionów wonów. 19 października został postawiony w stan oskarżenia bez aresztu.
We wrześniu 2004 roku Sąd Najwyższy Korei skazał Lee na dwa lata więzienia wraz z trzema latami w zawieszeniu. Lee Soo-man został zwolniony w ramach specjalnego zwolnienia w 2007 roku, upamiętniającego czwarty rok prezydentury Roh Moo-hyuna.

### Umowy niewolnicze
W 2009 roku trzech członków boysbandu TVXQ złożyło pozew przeciwko agencji zarządzającej SM Entertainment, której właścicielem był Lee. Twierdzili, że 13-letni kontrakt agencji (często nazywany kontraktem niewolniczym) jest zbyt długi, ograniczający i nie zapewnia im odpowiednich zysków ze swojego sukcesu. W 2010 roku, Koreańska Komisja Handlu Sprawiedliwego (KFTC) wprowadziła zasadę ograniczającą umowy w branży rozrywkowej do siedmiu lat.

## Dyskografia

### Albumy
- Lee Soo-man ( Jigu Records, 1977)
- Lee Soo-man (Shinsegae, 1978)
- 애창곡집 (Jigu Records, 1978)
- Greatest ( Universal Record Co., 1980)
- Lee Soo-man (Shinsegae, 1983)
- Lee Soo-man ( Han Kook Record, 1985)
- 끝이 없는 순간 ( Asia Record Co., 1986)
- NEW AGE 2 (Han Kook Record, styczeń 1989)
- NEW AGE (Asia Record Co., listopad 1989)